# آب لوفن
آب لوفن AppLovin عبارة عن منصة تسويق للهاتف المحمول. تأسست الشركة في عام 2012 ، لكنها عملت في وضع التخفي حتى عام 2014. يقع مقر آب لوفن في بالو ألتو ، كاليفورنيا .

## التاريخ
تأسست الشركة في عام 2012 من قبل آدم فوروغي ، وجون كريستيناك ، وأندرو كرم ،  وقيل أن فوروغي سمى الشركة على شخصية ماكلوفين من فيلم Superbad . عملت الشركة في وضع التخفي حتى عام 2014. خلال هذا الوقت ، جمعت الشركة 4 ملايين دولار من التمويل من المستثمرين الملاك ، و ستريم لايند فنتشرز Streamlined Ventures وشبكة ويب الاستثمارية Webb Investment Network  ، وركزت على تطوير منتجها. قبل الخروج من وضع التخفي ، استحوذت آب لوفن على عملاء بما في ذلك شركات مثل أوبن تيبل و سبوتيفاي . في أكتوبر 2014 ، اشترت آب لوفن شبكة إعلانات الجوال الألمانية موبوكو Moboqo.
في 26 سبتمبر 2016 ، أفيد أن آب لوفن قد وافقت على الاستحواذ على شركة الأسهم الخاصة الصينية أورينت هونتاي كابيتال (Orient Hontai Capital) مقابل 1.42 مليار دولار. تم التخلي عن صفقة الاستحواذ في وقت لاحق للاستثمار في الديون بعد معارضة خطط لجنة الاستثمار الأجنبي في الولايات المتحدة .
تم إعادة تمويل تسهيلات الأوراق المالية القابلة للتحويل التي تلقتها آب لوفن من (هونتاي كابيتال) بالكامل في أغسطس 2018 ، بعد أن قامت آب لوفن بجمع تسهيلات ائتمانية كبيرة من المستثمرين المقيمين في الولايات المتحدة. تحتفظ هونتاي بحصة صغيرة في آب لوفن.
في يوليو من عام 2018 ، قامت آب لوفن بإطلاق (ليون ستوديوز Lion Studios) ، وهو قسم إعلامي مستقل من آب لوفن يعمل مع مطوري الهواتف المحمولة لنشر ألعابهم والترويج لها.
في عام 2016 ، احتلت الشركة المرتبة 10 في قائمة ديلويت فاست 500 في أمريكا الشمالية ( Deloitte Fast 500 North America .